# Roy Rappaport
Roy Abraham Rappaport (* 25. März 1926; † 9. Oktober 1997) war ein US-amerikanischer Anthropologe, der durch seine Beiträge zum Studium des Rituals sowie zur ökologischen Anthropologie bekannt wurde.
Rappaport erwarb seinen Doktortitel an der Columbia University und lehrte danach an der University of Michigan. Sein berühmtestes Werk Pigs for the Ancestors: Ritual in the Ecology of a New Guinea People (Schweine für die Ahnen: Ritual in der Ökologie eines Neuguinea-Volkes) von 1968 war eine ökologische Darstellung des Rituals bei den Tsembaga in Neuguinea. Sein Buch gilt als die einflussreichste und am häufigsten zitierte Arbeit auf dem Gebiet der ökologischen Anthropologie.
1991 wurde Rappaport in die American Academy of Arts and Sciences gewählt.

## Schriften
- Rappaport, R.A. (1968) Pigs for the Ancestors. New Haven: Yale University Press, 2. Aufgabe 1984, Taschenbuchausgabe: Waveland Press, 2000, ISBN 1-57766-101-X
- Rappaport, R.A. (1979) Ecology, Meaning and Religion. Richmond: North Atlantic Books.
- Rappaport, R.A. (1999)  Ritual and Religion in the Making of Humanity. Cambridge: Cambridge University Press.

## Sekundärliteratur
- McGee, R. Jon, Richard L. Warms: Anthropological Theory: An Introductory History. McGraw Hill, New York 2004.
- Maria-Sybilla Lotter: Schweine für die Vorfahren. Zu Roy Rappaports Kybernetik des Heiligen. in: Erich Hörl und Michael Hagner (Hrsg.): Die Transformation des Humanen. Beiträge zur Kulturgeschichte der Kybernetik. Suhrkamp, Frankfurt am Main 2008, S. 275–298.

| Personendaten    | Personendaten                             |
| ---------------- | ----------------------------------------- |
| NAME             | Rappaport, Roy                            |
| ALTERNATIVNAMEN  | Rappaport, Roy A.; Rappaport, Roy Abraham |
| KURZBESCHREIBUNG | US-amerikanischer Anthropologe            |
| GEBURTSDATUM     | 25. März 1926                             |
| STERBEDATUM      | 9. Oktober 1997                           |